# Jordstængel
Ved jordstængel forstås en stængel eller del af en stængel der vokser under jorden og/eller i jordoverfladen. Herfra udgår skud opad og rødder nedad. Den lodrette jordstængel er oftest tyk og kort, men kan hos enårige urter være forsvindende. Den vandrette jordstængel kaldes også rhizom. Stauder er oftest afhængige af jordstængler eller løg for at kunne overvintre mens den grønne, overjordiske del er visnet bort.
En knold er et fortykket rhizom, som sædvanligvis er rig på stivelse.
Jordstængler bruges ofte som udgangspunkt for en vegetativ formering af planter. Det gælder f.eks. for nytteplanter som humle, asparges, rabarber og kartofler, men også for prydplanter som Have-Erantis, Småblomstret Salvie og Hvid Nøkkerose.
Omvendt kan de næringsrige jordstængler være årsagen til, at visse arter opleves som et besværligt ukrudt. Stænglerne betyder nemlig, at planter som Skvalderkål, brændenælde, kvikgræs og padderokker kan skyde fra jorden og danne nye, livskraftige planter på ganske kort tid.
| Botanik | Spire Denne botanikartikel er en spire som bør udbygges. Du er velkommen til at hjælpe Wikipedia ved at udvide den. |